# Bandeira de Lages

Bandeira de Lages

A bandeira de Lages é um símbolo oficial de Lages, município do estado brasileiro de Santa Catarina.
Foi instituída pela lei nº 186 de 31 de julho de 1964, com as cores verde, amarelo, azul e branco.
A bandeira tem as seguintes características: confeccionada em pano azul, tem no ângulo superior esquerdo um quadro com as cores verde e amarela em sentido horizontal; no campo azul tem bordadas uma estrela grande representando a sede do município, e duas estrelas pequenas representando a posição geográfica dos distritos Santa Terezinha do Salto e Índios.